# Andreas Balzar
Andreas Balzar (genannt Balzar von Flammersfeld, eigentlich Andreas Ludwig Balzar; * 28. Januar 1769 in Höchstenbach (Westerwald); † 3. Oktober 1797 in Westerburg) war ein deutscher Räuber. Er gestand in articulo mortis, 21 Offiziere mit eigener Hand getötet zu haben. 

## Leben
Andreas Balzar sollte, als ältester Sohn, Pfarrer werden, wie es auch sein Vater war. Er beugte sich zunächst dem väterlichen Willen und besuchte die Hohe Schule in Herborn. Nachdem man ihn dort als den lang gesuchten Wilddieb im fürstlichen Wildpark entlarvt hatte, wurde er der Schule verwiesen, konnte aber noch, ehe man ihn dem Gericht überstellte, aus Herborn fliehen. Er erreichte sein Elternhaus in Flammersfeld, doch der Vater wies den Sohn ab. Er soll dann nach Russland gezogen sein, wo sein Bruder in den Leibwachen des Zaren diente. Der Soldatendienst erfüllte ihn und er brachte es zum Rang eines Kapitäns in der Leibwache. Unklar ist, was ihn bewogen hat, in die Heimat Westerwald zurückzukehren. In jener Zeit fand er schnell Anschluss an eine herumziehende Räuberbande; schließlich gründete er eine Wildererbande und machte sich zu deren Anführer.
Als ein französischer Offizier beim Marsch durch Flammersfeld sich an der Braut Balzars verging, forderte Balzar seine Wildschützen auf, ihm bei der Jagd auf die Franzosen zur Seite zu stehen. Auch Bauern und junge Burschen folgten seinem Ruf; doch sein Aufruf zu einer allgemeinen Erhebung im Westerwald blieb ohne Erfolg. Teils kämpfte Balzar mit seinen Freischärlern aufseiten der Kaiserlichen, wie die österreichischen Truppen genannt wurden, doch oft führte er eigene Unternehmungen mit seinen Männern durch. Unter dem Namen „Le capitain noir“ (Der schwarze Hauptmann) wurde er von den Franzosen gesucht; mehrmals konnte er aus deren Gefangenschaft wieder fliehen. Im Sommer 1797 geriet er aber durch Verrat einem französischen Suchtrupp in die Hände, der ihn nach Westerburg brachte, wo er in einem Kriegsgerichtsverfahren zum Tode durch Erschießen verurteilt wurde. Dass er nicht, obwohl er in den Augen der Franzosen ein Wilddieb war, wie der Räuberhauptmann Schinderhannes auf das Schafott geführt oder aufgehängt wurde, hatte wohl mit seinem russischen Offiziersrang zu tun. Der Tod durch Erschießen hat ihn aber für Jahrzehnte zu einem Westerwälder Freiheitshelden gemacht. 
Noch heute finden in Flammersfeld Aufführungen seines schicksalhaften Lebens statt; der hessische Autor und Archivar Christian Spielmann hatte ihn zu Beginn des 20. Jahrhunderts als den „Balzar von Flammersfeld“  zu einer Romanfigur gemacht.